# Mikroregion Bom Despacho

Mikroregion Bom Despacho

Mikroregion Bom Despacho – mikroregion w brazylijskim stanie Minas Gerais należący do mezoregionu Central Mineira.

## Gminy
- Araújos
- Bom Despacho
- Dores do Indaiá
- Estrela do Indaiá
- Japaraíba
- Lagoa da Prata
- Leandro Ferreira
- Luz
- Martinho Campos
- Moema
- Quartel Geral
- Serra da Saudade